# Цайль-ам-Майн
Цайль-ам-Майн (нем. Zeil am Main) — город и городская община в Германии, в земле Бавария. 
Подчинён административному округу Нижняя Франкония. Входит в состав района Хасберге.  Население составляет 5680 человек (на 31 декабря 2010 года). Занимает площадь 35,74 км². Официальный код  —  09 6 74 221.
Городская община подразделяется на 5 городских районов.

## Население
По оценке на 31 декабря 2015 года население общины Цайль-ам-Майн составляет 5597 чел. 

| Дата      | 1840 | 1871 | 1900 | 1925 | 1939 | 1950 | 1961 | 1970 | 1987 | 2011 |
| --------- | ---- | ---- | ---- | ---- | ---- | ---- | ---- | ---- | ---- | ---- |
| Население | 2233 | 2395 | 2689 | 3190 | 3591 | 4964 | 5297 | 5942 | 5684 | 5646 |

| Год       | 1960 | 1970 | 1980 | 1990 | 2000 | 2009 | 2010 | 2011 | 2012 | 2013 | 2014 | 2015 |
| --------- | ---- | ---- | ---- | ---- | ---- | ---- | ---- | ---- | ---- | ---- | ---- | ---- |
| Население | 5188 | 5898 | 5333 | 5968 | 6025 | 5700 | 5680 | 5579 | 5573 | 5599 | 5575 | 5597 |

## Фотогалерея

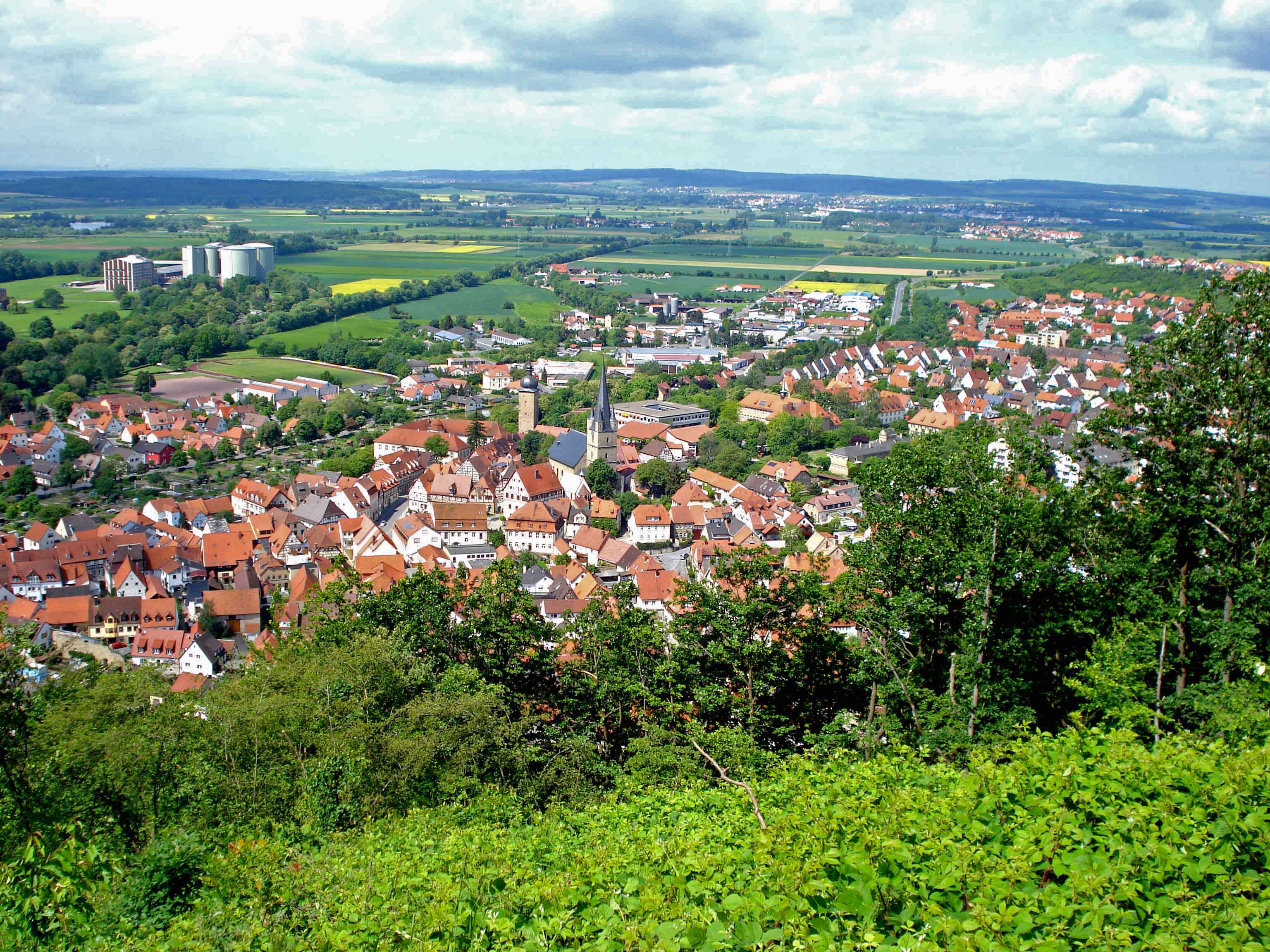
View to Zeil am Main
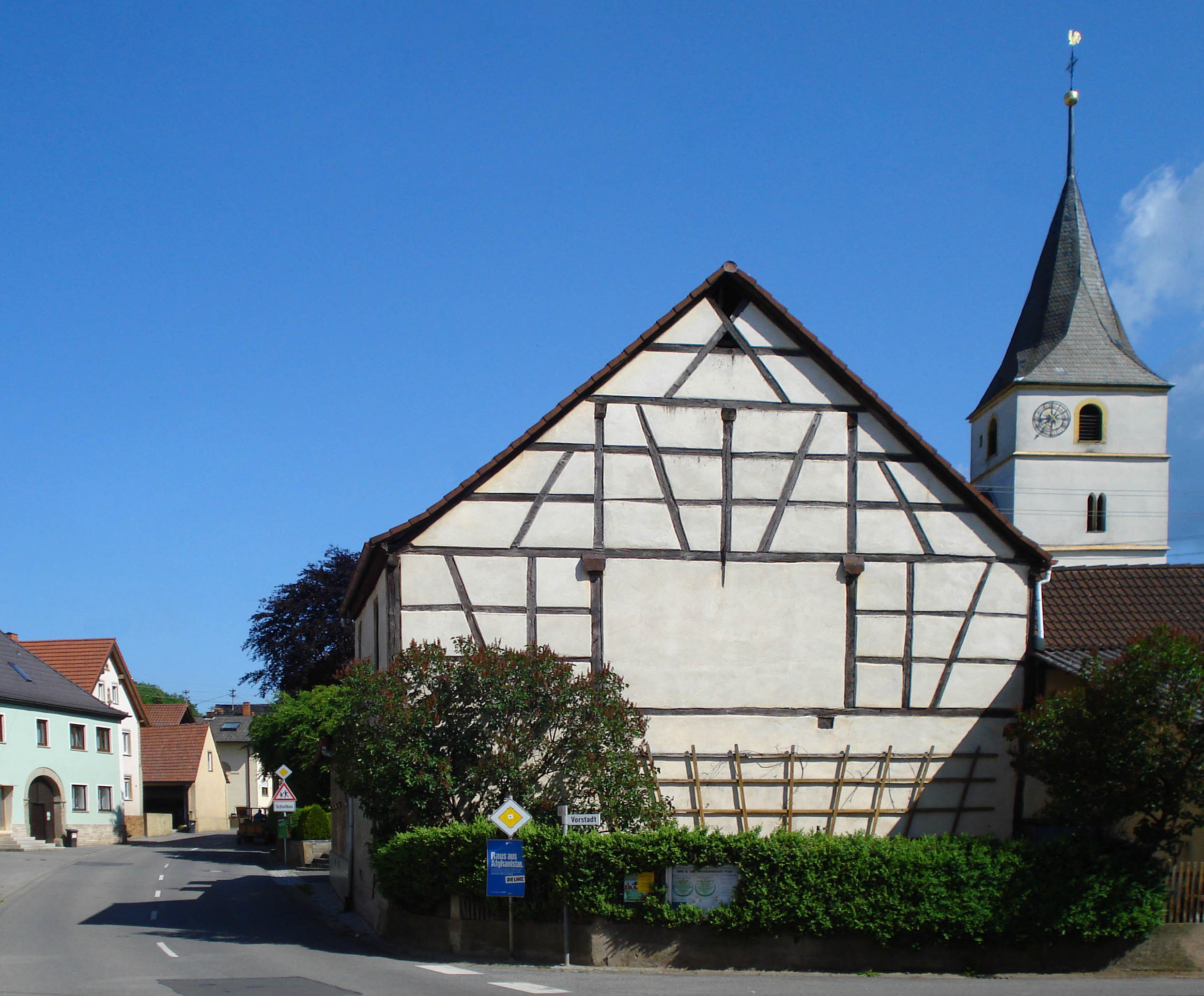
District Krum
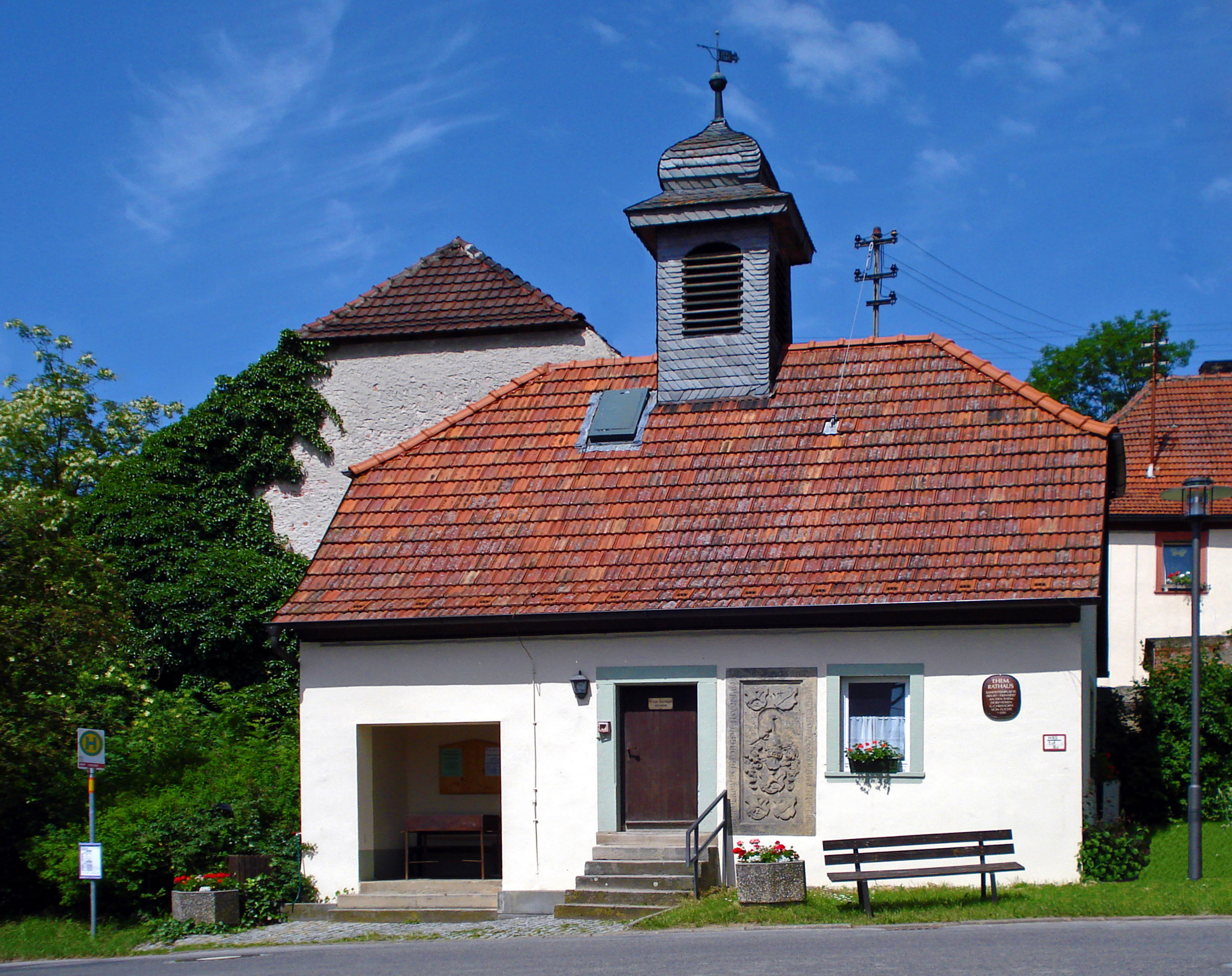
District Bischofsheim
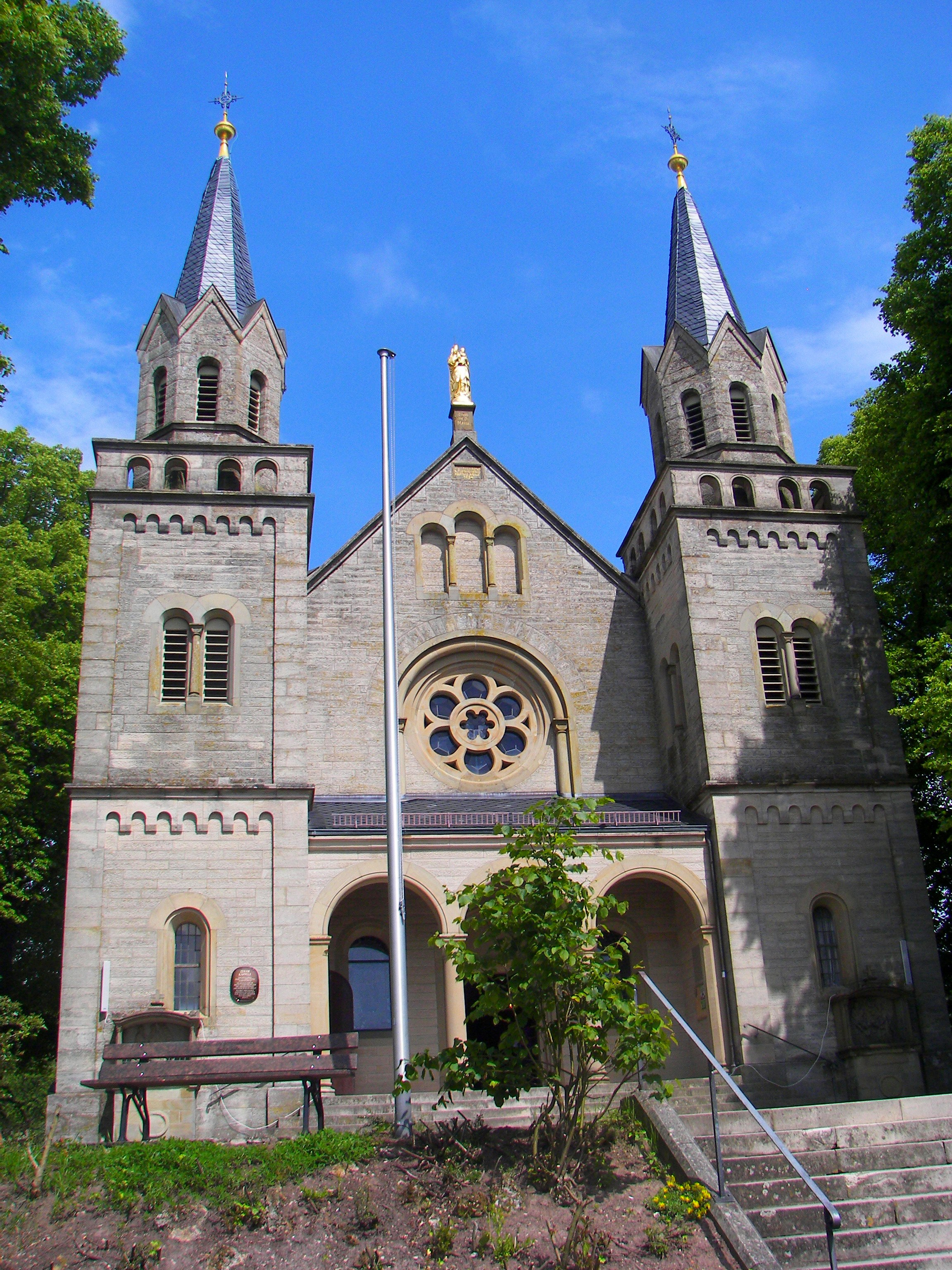
The hill church  "Zeiler Käpelle",
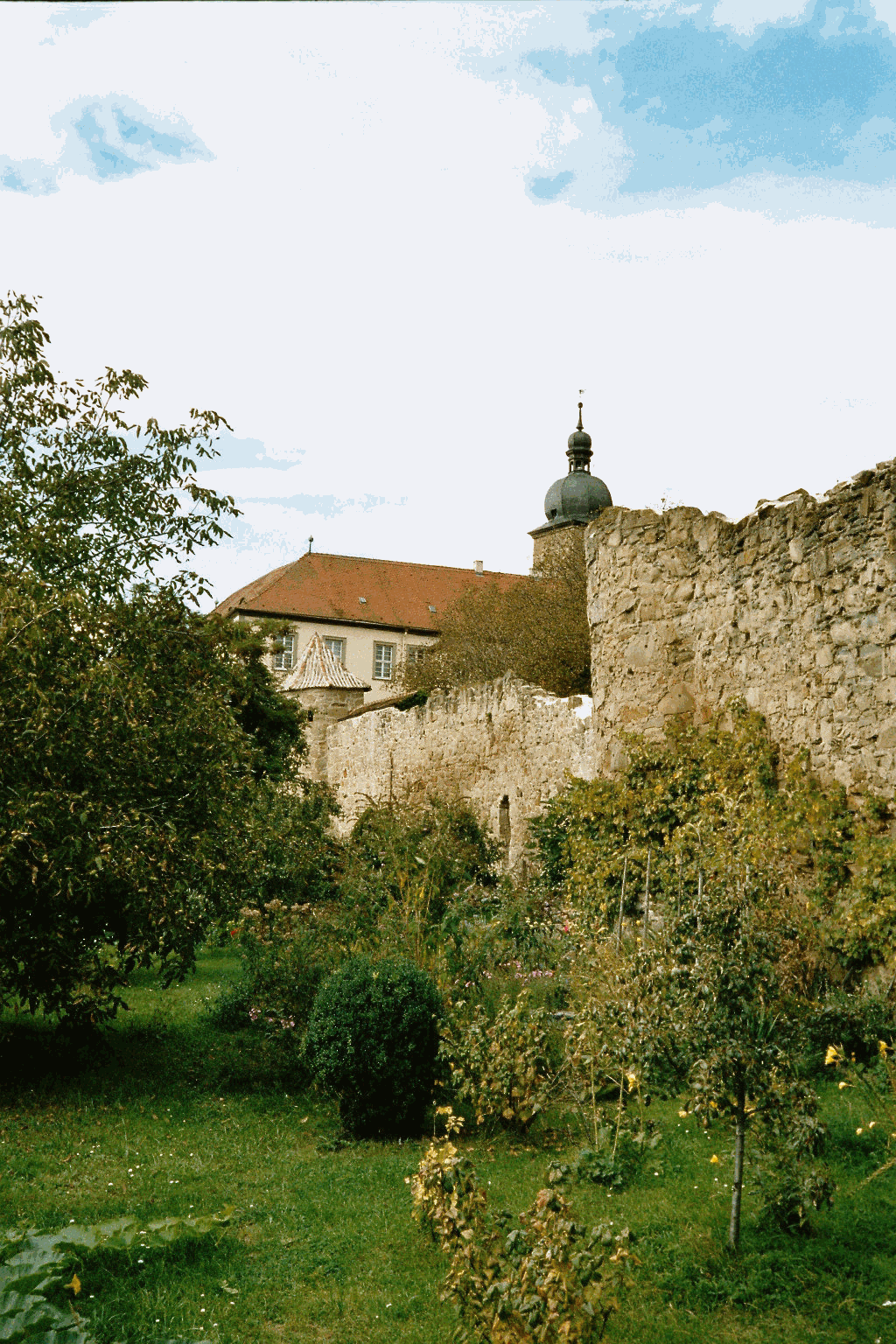
Medieval walls and in the background the Propstenhof